# أسد جرابي (جنس)
أسد جرابي هو جنس منقرض من جرابيات آكلة اللحوم التي عاشت في أستراليا من أواخر بليوسين إلى البليستوسين المتأخرة (من مليونين إلى 46 ألف عام).  كانت بعض هذه «الأسود الجرابية» أكبر الحيوانات المفترسة الثدية في أستراليا في ذلك الوقت، مع اقتراب أسد الجرابي من وزن أسد صغير.  يتراوح متوسط الوزن التقديري للأنواع من 101 إلى 130 كجم.

## تصنيف

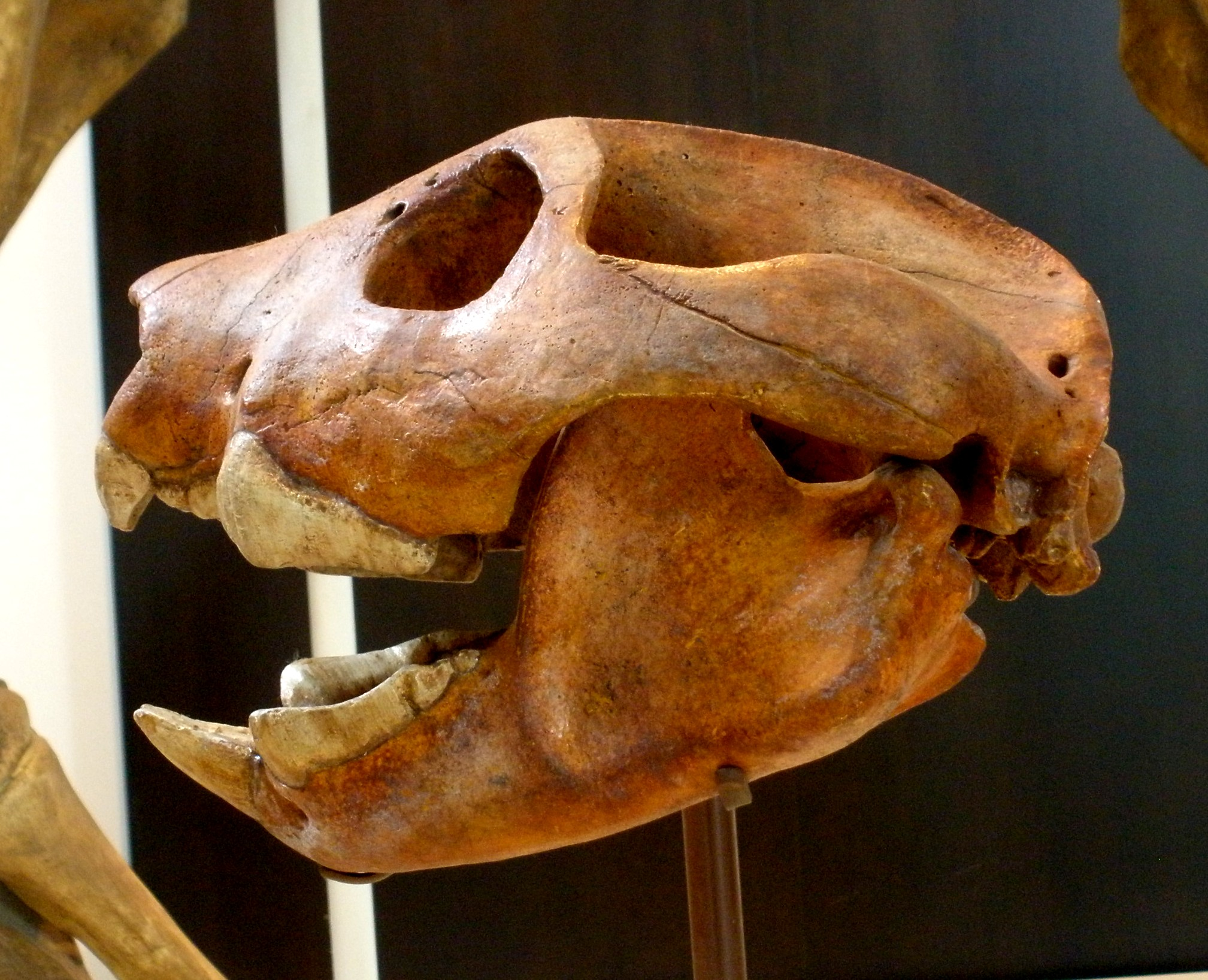
جمجمة لأسد الجرابي

تم نشر الجنس لأول مرة في عام 1859 ، وتم تشييده لوصف نوع من الأنواع بالأسد الجرابي.  تم إنشاء التصنيف الجديد في فحص العينات الأحفورية المقدمة لريتشارد أوين.  تأخذ الفصيلة اسمها من هذا الوصف، ما يسمى أسود المارسبيون في أسود الجرابية.
إن الاسم العلمي «الأسد الجرابي» يلمح إلى التشابه السطحي للأسد المشيمي وله مكانته البيئية المفترسة.  لا يرتبط الأسد الجرابي بالأسد الحديث Panthera leo.
أسود جرابية في أستراليا، عاشت منذ حوالي مليوني سنة، خلال أواخر العصر البليوسيني وأصبحت منقرضة منذ حوالي 30000 سنة، خلال حقبة العصر البليستوسيني المتأخر.
• الأسد الجرابي تم العثور على حفرية من النمط نموذج نوعي في كيف كريك في جنوب أستراليا، في طبقات من العصر الجليدي القديم.  تم العثور على عينات إضافية محتملة في موقع Bow fossil من قبل الطلاب والعاملين في جامعة نيو ساوث ويلز في عام 1979.
• Thylacoleo crassidentatus عاش خلال عصر البلايوسين، منذ حوالي 5 ملايين سنة وكان بحجم كلب كبير.  تم العثور على حفرياته في جنوب شرق كوينزلاند.
• Thylacoleo hilli عاش خلال العصر الجليدي وكان نصف حجم T. crassidentatus.
ترجع حفريات الممثلين الآخرين للأسود الجرابية، مثل بريسيلو وميكروليو ووكاليو ، إلى أواخر الأوليغوسين ، حوالي 24 مليون سنة.